# Lim Ju-eun
Lim Ju-eun (임주은?, Im Ju-eunLR, Im Ju-ŭnMR; 7 gennaio 1988) è un'attrice sudcoreana.
È nota principalmente per aver interpretato una delle protagoniste nel drama Hon (혼?), ruolo per cui ha vinto un MBC Drama Awards come miglior attrice esordiente. Da settembre 2018 Lim lavora per l'agenzia Hunus Entertainment.

## Filmografia

### Cinema
- Nareul itji mar-a-yo (나를 잊지 말아요?), regia di Yoon-jung Lee (2016)

### Televisione
- Pokara (포카라?) – film TV (2005)
- Mary daegu gongbangjeon (메리 대구 공방전?) – serial TV (2007)
- Hon (혼?) – serial TV (2009)
- What's Up (왓츠업?, Watcheu eopLR) – serial TV (2011-2012)
- Nanpokhan romance (난폭한 로맨스?, Nanpokhan romaenseuLR) – serial TV (2012)
- Arang sattojeon (아랑사또전?) – serial TV, cameo (2012)
- Sangsokjadeul (상속자들?) – serial TV (2013)
- Gi hwanghu (기황후?) – serial TV (2013-2014)
- Joh-eun nal (좋은 날?) – serial TV (2014)
- Kkeut-eobneun sarang (끝없는 사랑?) – serial TV, cameo (2014)
- Hamburo aeteuthage (함부로 애틋하게?) – serial TV (2016)
- Dodungnom, dodungnim ( 도둑놈, 도둑님?) – serial TV (2017)
- Geojinmar-ui geojinmal (거짓말의 거짓말?) – serial TV (2020)